# 圣乌尔斯
圣乌尔斯（法語：Saint-Ours，法語發音：[sɛ̃.t‿uʁs]）是法国多姆山省的一个市镇，属于里永区。

## 地理
圣乌尔斯（45°51'1"N, 2°53'30"E）面积55.64 平方千米，位于法国奥弗涅-罗讷-阿尔卑斯大区多姆山省，该省份为法国中南部省份，北起阿列省接壤，东临卢瓦尔省，南至上盧瓦爾省和康塔爾省，西接科雷兹省和克勒兹省。
与圣乌尔斯接壤的市镇（或旧市镇、城区）包括：蓬日博、布罗蒙拉莫特、沙纳拉穆泰尔、沙普德博福尔、沙博尼耶尔-莱瓦雷讷、马宰、奥尔西讷、皮尔韦里耶尔、圣皮埃尔-勒沙斯泰勒、沃尔维克。

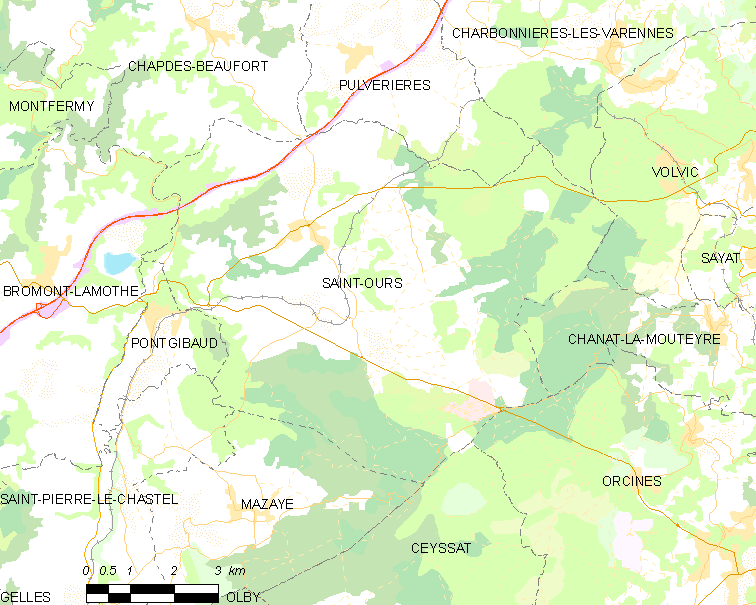
圣乌尔斯的OSM定位图

圣乌尔斯的时区为UTC+01:00、UTC+02:00（夏令时）。

## 行政
圣乌尔斯的邮政编码为63230，INSEE市镇编码为63381。

## 政治
圣乌尔斯所属的省级选区为圣乌尔斯县。

## 人口

1962-2008年间圣乌尔斯人口变化图示

圣乌尔斯于2022年1月1日时的人口数量为1691人。